# NII Stali

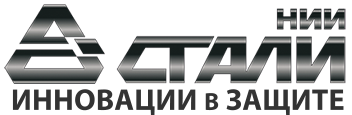
Logo

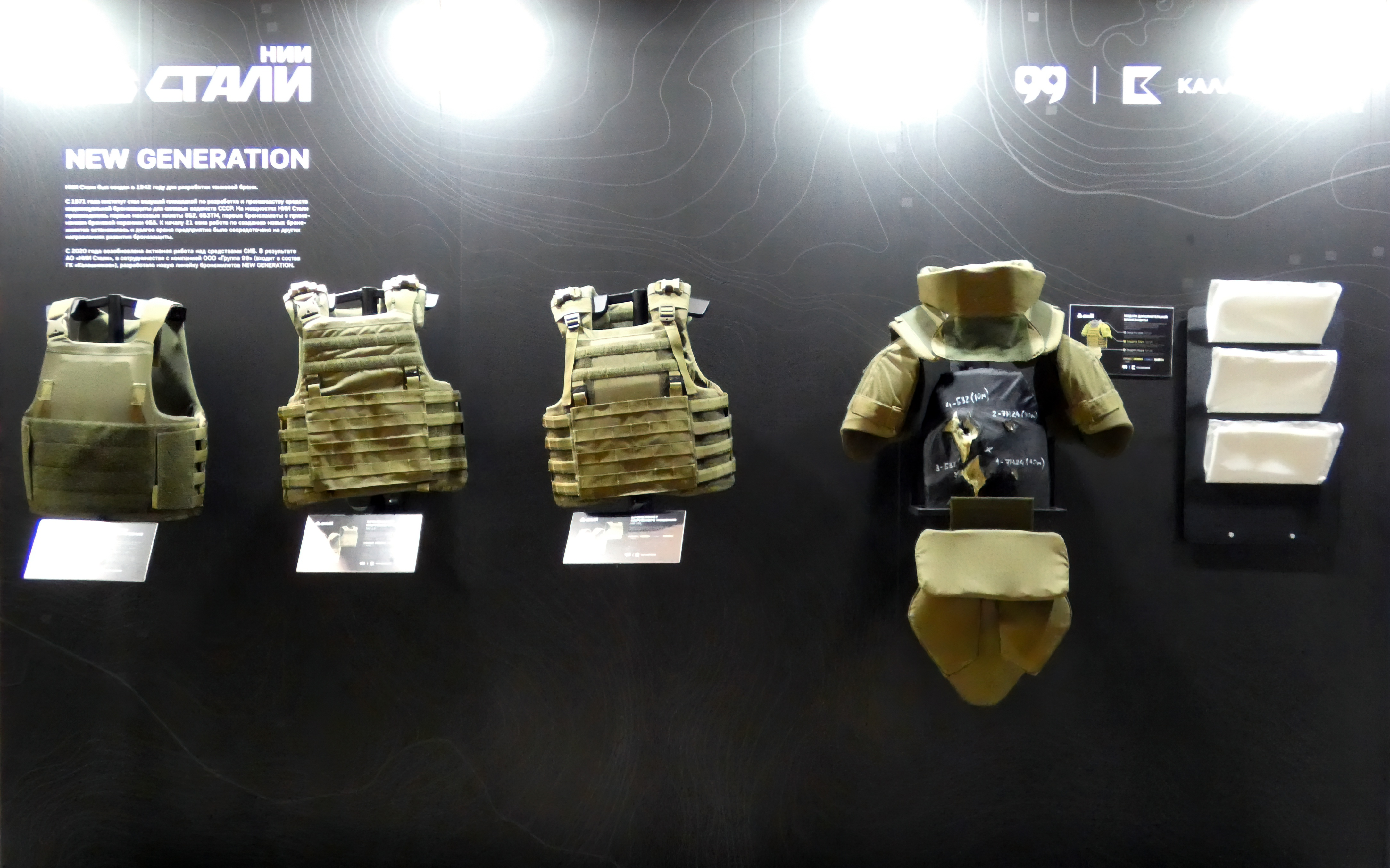
Von NII Stali produzierte beschusshemmende Westen

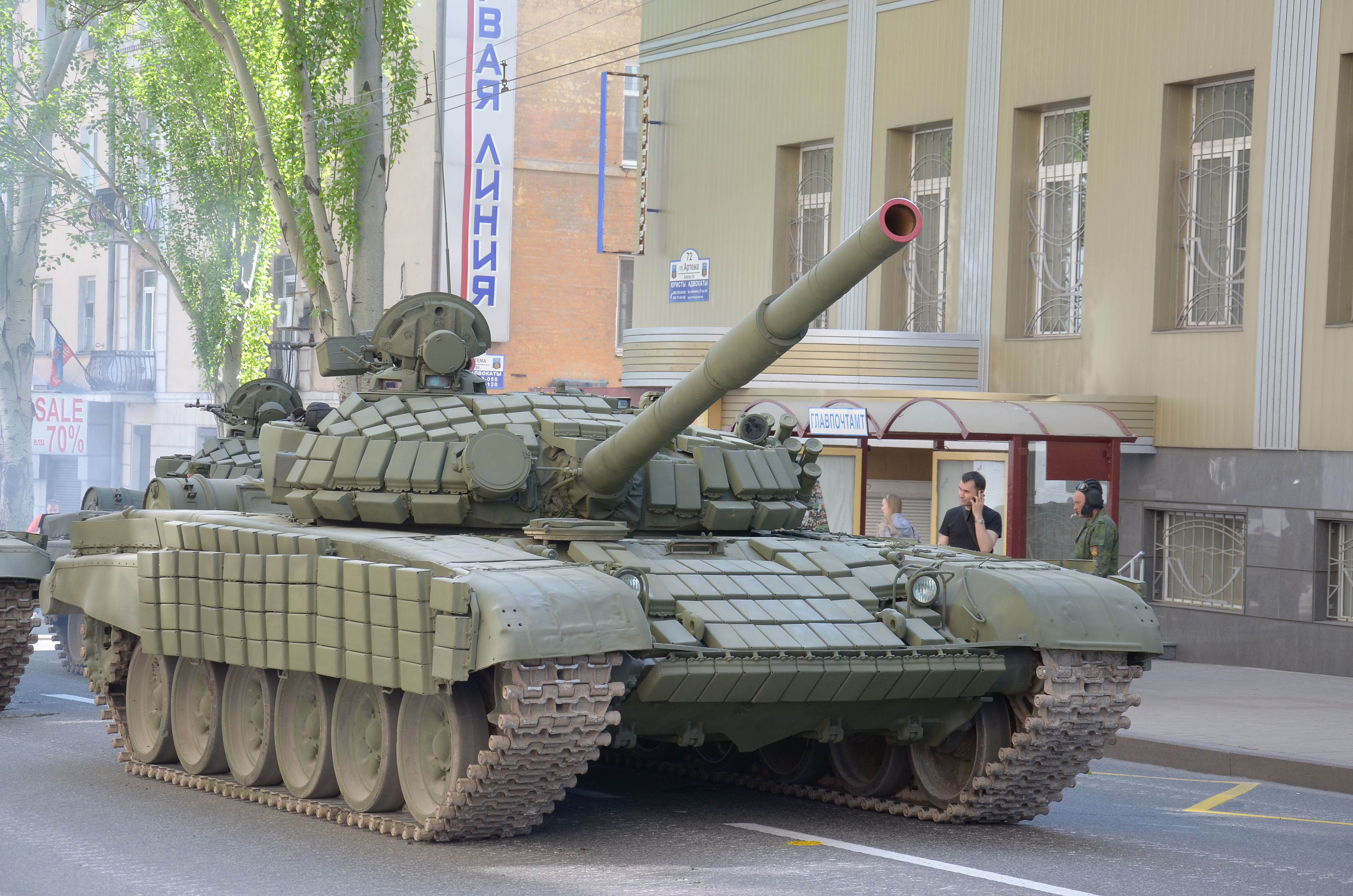
T-72B mit der von NII Stali entwickelten Reaktivpanzerung Kontakt-1

NII Stali (russisch: Научно-Исследовательский Институт Стали, kurz: НИИ Стали, Lehr- und Forschungsinstitut für Stahl) ist ein russisches Unternehmen für Konstruktion von Panzerungssystemen. Das Unternehmen entwickelt und produziert in Eigenregie auch persönliche Schutzausrüstung wie beschusshemmende Westen, Schutzanzüge für Bombenentschärfung, Helme oder Strahlenschutzkleidung. NII Stali deckt den kompletten Produktentwicklungszyklus ab, so Forschung und Entwicklung, Produktion der Prototypen sowie Beschussprüfung.
NII Stali wurde am 22. Mai 1942, mitten im Zweiten Weltkrieg, mit dem Befehl Nr. 203 vom Volkskommissar für die Panzerproduktion Wjatscheslaw Alexandrowitsch Malyschew in Moskau gegründet. Das Forschungsinstitut sollte die Produktion von Panzerstahl in den verschiedenen Fabriken des Landes verbessern. Dazu wurden in dem Institut verschiedene Experten im Institut versammelt. Es wurden auch Versuche mit inländischen und ausländischen Panzerungen durchgeführt. Die Aufgabe der Experten war es, die Produktionsmethoden wie Verhüttung, Walzen und Schweißen in den jeweiligen Fabriken zu organisieren und auch bereits beim Entwurf von Panzerfahrzeugen mitzuwirken. So entwickelte NII Stali beispielsweise die Laminatpanzerung des T-64A.
Mitte der 1960er-Jahre entwickelte NII Stali die ersten Prototypen einer modernen Reaktivpanzerung. Damals gab es jedoch für diesen Anwendungsbereich noch keinen geeigneten Sprengstoff. Wegen diesen technischen Schwierigkeiten und mangels Interesse des Militärs wurde die Entwicklung vorerst eingestellt. Als sich die von Israel genutzte Reaktivpanzerung im Libanonkrieg 1982 zum ersten Mal bewährte, nahm die Sowjetunion die zuvor eingestellte Forschung wieder auf. NII Stali konnte bereits 1983 die Kontakt-Reaktivpanzerung entwickeln.
2006 entwickelte NII Stali den Nachfolger, die Relikt-Reaktivpanzerung.